# Mangora angulopicta
Mangora angulopicta es una especie de Arachnida del género Mangora, de la familia Araneidae, del orden Araneae.

## Distribución
Mangora angulopicta se distribuye por China.

## Taxonomía
Fue descrita científicamente por los aracnólogos chinos Chang-Min Yin, Jia-Fu Wang, Li-Ping Xie y Xian-Jin Peng en 1990. Fue descrita por primera vez en 1990 en el artículo "New and newly recorded species of the spiders of family Araneidae from China (Arachnida, Araneae)" publicado en el libro Spiders in China: One Hundred New and Newly Recorded Species of the Families Araneidae and Agelenidae publicado por Hunan Normal University Press, pp. 1-171.